# Adrien Planté (rugby à XV)
Cet article concerne le joueur de rugby à XV. Pour l'homme politique, voir Adrien Planté. Pour d'autres homonymes, voir Planté.

a Compétitions nationales et continentales officielles uniquement.

b Matchs officiels uniquement.
Dernière mise à jour le 6 mars 2023.
Adrien Planté, né le 21 avril 1985 à Longjumeau dans l’Essonne, est un joueur de rugby à XV international français. Il a joué au poste de trois-quarts aile au RC Narbonne, puis à l'USAP, au Racing Métro 92, à l'ASM Clermont avant de terminer sa carrière à la Section paloise en 2019. 
Il a remporté le Championnat de France en 2009 avec Perpignan et en 2017 avec Clermont. 

## Biographie
Né à Longjumeau mais d'origine catalane, ainé au sein d'une famille de sportifs, dès le plus jeune âge, Adrien Planté pratique le rugby à XV au sein du JSI-Elne, puis à l'USAP. 
En 2007, Après avoir été prêté une année à Narbonne, Adrien fait ses gammes et entame sa carrière professionnelle en Top 14 à l’USAP, avec qui, il remporte le bouclier de Brennus en 2009. Malheureusement, à la suite d'une fracture tibia-péroné lors de la 24e journée de championnat face à Clermont, il est privé des phases finales. La saison suivante, il est de nouveau privé de demi-finale, face à Toulouse, en raison d'une contracture aux ischio-jambiers. Il est toutefois présent lors de la finale perdue face à Clermont.
En 2011, Adrien Planté est appelé dans l'équipe des Barbarians français qui se rendent en Argentine affronter les Pumas. Lors de cette rencontre, perdue sur le score de 23 à 19, il inscrit l'un des trois essais de son équipe.
En 2013, il est sélectionné pour la première fois avec le XV de France par Philippe Saint-André pour la tournée d'été 2013 dans l'hémisphère sud en Nouvelle-Zélande. Il connaît sa première cape le 8 juin 2013, lorsqu'il est titulaire à l'aile pour le premier match de la tournée. Auteur de belles prestations lors de la première rencontre, il est de nouveau aligné lors de la deuxième rencontre face aux All Blacks. 
Après avoir rejoint en 2013 le club francilien du  Racing Métro 92, il s'engage le 9 juin 2015 pour deux saisons plus une en option avec l'ASM Clermont-Auvergne.
En 2017, il rejoint la Section paloise où il reste deux saisons, jouant dix matchs et marquant deux essais, avant de mettre un terme à sa carrière en 2019, à l'issue de son contrat,.

## Statistiques

### En club
- RC Narbonne : 14 matchs joués pour un essai marqué
- USAP : 127 matchs joués pour 32 essais marqués, soit 160 points
- Racing Métro 92 : 34 matchs joués, aucun essai marqué
- ASM Clermont : 26 matchs joués pour 3 essais marqués
- Section paloise : 10 matchs joués pour 2 essais marqués

### Internationales

#### XV de France
Adrien Planté compte deux sélections en équipe de France, et n'a pas inscrit de points avec. Il a pris part à la tournée d'été en Nouvelle-Zélande en 2013.
| Année | Compétition | Matchs | Points | Essais |
| ----- | ----------- | ------ | ------ | ------ |
| 2013  | Test matchs | 2      | 0      | 0      |
| Total | Total       | 2      | 0      | 0      |

#### Autres sélections
- International -17 ans
- International -18 ans
- International à 7
- Barbarians français : 2 sélections contre l'Argentine en 2011[15]
- France A : participation à la Churchill Cup en 2010 (3 sélections)[1]

## Palmarès

### En club
- USA Perpignan
  - Vainqueur du Championnat de France Crabos en 2001
  - Vainqueur de la Coupe Frantz Reichel en 2005
  - Vainqueur du Championnat de France en 2009
  - Finaliste du Championnat de France en 2010

- ASM Clermont Auvergne
  - Vainqueur du Championnat de France en 2017

### En sélection nationale
Néant